# Geothelphusa leichardti
Geothelphusa leichardti is een krabbensoort uit de familie van de Potamidae.